# 下七垣文化
下七垣文化，是分布在太行山东麓的豫北冀南的考古学文化，考古学家通常认为它是先商的文化遗存，即指商汤灭夏以前，商族人或者以商族人为主体的人群创造和使用的考古学文化。由众多遗址中发掘出土的文物分析，整个商族人的活动中心区，大约是以滹沱河为轴向南延伸，以邯郸的漳河流域为文化核心。

## 研究历史
二十世纪五十年代以来，考古工作者先后在河南、河北(豫北冀南地区)发掘了多个与二里头文化年代相近的遗址。
1979年，考古学家邹衡提出观点：以郑州的二里岗H17为代表的一类遗存是早商文化；早于它的二里岗H9和南关外中下层是先商文化“南关外类型”，以新乡潞王坟下层和辉县琉璃阁H1为代表的一类遗存是先商文化“辉卫类型”，以邯郸涧沟和磁县下七垣为代表的一类遗存是先商文化“漳河类型”。南关外类型是由辉卫类型发展而来，辉卫类型又是由漳河类型发展而来，即商文化来自古黄河西侧，是沿着太行山东麓逐渐南下的。
经过多年研究，考古学界对先商文化的概念做了更为明确的界定。考古学家邹衡认为先商文化是“商汤灭夏以前主要属于商人的考古学文化”，考古学家李伯谦则表达为“汤灭夏以前商族(或以商族为主体)创造和使用的文化”。在具体的研究过程中，考古学界感到不宜直接使用“先商文化”一词来表示一个考古学文化，而应该有一个像夏文化研究中的“二里头文化”这样的名词，于是李伯谦命名的“下七垣文化”就这样应运而生。

## 主要遗址分布
下七垣文化有十分丰富的文物遗存，现发现的遗存主要分布在太行山东麓的南北纵轴线上，位于武安、涉县、磁县、矿区、永年及邯郸等境内。在漳河、滏阳河及洺河的中上游地区，有近一百处的先商遗址。其中，下七垣遗址共分四层，叠压关系清楚，遗物特征明显，为冀南地区商文化的分期，提供了可靠的地层依据，故考古界以其来命名商汤灭夏前的先商文化。